# Exploze lokomotivy Jason
Exploze lokomotivy Jason, k níž došlo 27. července 1848, byla do té doby největším železničním neštěstím v Českých zemích a první velkou nehodou na Severní dráze císaře Ferdinanda a na dlouhou dobu ovlivnila pokyny pro údržbu a používání parních kotlů lokomotiv.
Lokomotivě Jason (typ Adonis), která vezla pravidelný nákladní vlak č. XI. z Bohumína do Vídně, tehdy mezi stanicemi Hulín a Napajedla náhle explodoval kotel. Na místě zahynuli strojvedoucí Nischlag a topiči Černý a Frank. Čistič Prischka, který sloužil jako tendrová stráž, utrpěl řadu těžkých zranění, na která dvě hodiny po výbuchu zemřel. Dále byli lehce raněni dva nakladači, oba se však vyléčili, byť stav nakladače Mandla (který byl zraněn až po nehodě při záchranných pracích, když ho zavalil náklad) byl původně shledán natolik rizikovým, že jej přivolaný kněz zaopatřil společně s Prischkou. Ze čtyřiceti vozů bylo rozbito či poškozeno sedmnáct, trosky lokomotivy byly nacházeny až 600 metrů od místa výbuchu.
Příčina exploze nebyla nikdy spolehlivě objasněna, nejčastěji se udávaly důvody jako závada na kotli, chyba strojvedoucího, odpadnutí velkého kusu kotelního kamene či nepředpokládaný vývoj a exploze tzv. třaskavého plynu.
Za nejpravděpodobnější příčinu vyšetřovatelé považovali, že v kotli došlo buď z technické příčiny (porucha čerpadel) nebo chyby strojvůdce (chybné nastavení vodoznaku) k nedostatku vody v kotli, za jakého stavu strojvedoucí zprovoznil čerpadla. Napuštění studené vody do rozžhaveného prázdného či téměř prázdného kotle vedlo k prudkému vývoji obrovského množství páry, která způsobila enormní přetlak, který kotel nemohl vydržet. Tato teorie dobře vysvětluje řadu důkazů a svědectví sesbíraných po nehodě, má však i své slabé místo, neboť kotel měl pro tyto případy zabudovanou pojistku v podobě zvláštního olovem vyplněného šroubu (olovník) — olovo se mělo při poklesu hladiny vody a rozžhavení kotle rozpustit, což by vedlo k zatopení topeniště vodou a prevenci katastrofy. To se evidentně nestalo (šroub byl nalezen zcela neporušený), což vyšetřovatelé nebyli schopni vysvětlit.